# Aleksandrina
Aleksandrina  (russisch/bulgarisch: Александрина) ist ein weiblicher Vorname.

## Herkunft und Bedeutung
Der Name ist eine bulgarische und russische Verkleinerungsform von Aleksandra. Weitere Varianten sind Alya, Asya, Sanya, Sasha, Shura (russisch) sowie Asya, Sashka (bulgarisch).

## Bekannte Namensträgerinnen
- Aleksandrina Najdenowa (* 1992), bulgarische Tennisspielerin